# 萊克城鎮區 (阿肯色州克雷格黑德縣)
萊克城鎮區（英語：Lake City Township）是位於美國阿肯色州克雷格黑德縣的一個行政鎮區。

## 地方資料
萊克城鎮區的面積為44.98平方千米，當中陸地面積為44.07平方千米，而水域面積為0.91平方千米。根據2010年美國人口普查的數據，當地共有人口2271人，而人口密度為每平方千米50.49人。